# Adolf Daens
Adolf Daens (18 de dezembro de 1839 — 14 de junho de 1907) foi um padre católico flamengo e político de Aalst, Bélgica.
Foi conhecido por sua atuação política em seu país. Ganhou muitos desafetos entre os donos de fábricas e católicos conservadores ao seguir as ideias da encíclica Rerum Novarum, do Papa Leão XIII, seguindo o que foi chamado posteriormente de "socialismo cristão". Obteve o apoio dos socialistas, dos liberais e de muitos operários católicos que sofriam nas fábricas têxteis, com más condições de trabalho e riscos constantes de acidentes.
Antes de entrar para a política, Daens foi jesuíta e professor de latim.
Começou a publicar suas ideias em jornais da época. Com sua ajuda, a Bélgica conquistou o sufrário universal em 1893.
No ano seguinte, 1894, graças sobretudo aos votos populares, foi eleito para o parlamento belga.
Radicais católicos tentaram privá-lo do sacerdócio para coibir suas ações consideradas socialistas, mas ainda assim ele prosseguiu com conquistas para o operariado belga. Porém, em 1898, ele foi suspenso de suas atividades sacerdotais por Antoine Stillmans, bispo de Ghent.
Sua base de campanha no parlamento belga foi a defesa dos agricultores, pequenos comerciantes e operários de fábricas. Depois de 1900, acabou ficando isolado em seu partido, não sendo reeleito deputado em 1906, devido a uma campanha de difamação contra ele. Morreu no ano seguinte. Há alguns monumentos em Aalst que homenageiam o padre Daens.
Em 1992 o filme Daens, de François Chevallier, baseado no livro de Louis Paul Boon, retratou sua história. Jan Decleir o interpretou na tela.